# لورنزو آلویسی
لورنزو آلویسی (به انگلیسی: Lorenzo Alvisi) دانشمند رایانه ایتالیایی و استاد دانشگاه تیش در دانشگاه کرنل است. قبل از پیوستن به کرنل، او یک استاد ممتاز آموزشی دانشگاه در دانشگاه تگزاس در آستین بود. تحقیقات او بر روی سیستم های توزیع شده و قابلیت اطمینان متمرکز است. او دارای مدرک فیزیک از دانشگاه بولونیا (۱۹۸۷) و مدرک کارشناسی ارشد و دکتری در علوم رایانه از دانشگاه کرنل (به ترتیب ۱۹۹۴ و ۱۹۹۶) است. همچنین او عضو موسسه مهندسین برق و الکترونیک در ۲۰۱۶ و انجمن ماشین‌های محاسباتیدر ۲۰۱۰ است.
در ماه مه ۲۰۲۴، آلویسی به عنوان رئیس بخش علوم رایانه کرنل انتخاب شد.